# Ruinen (Niederlande)

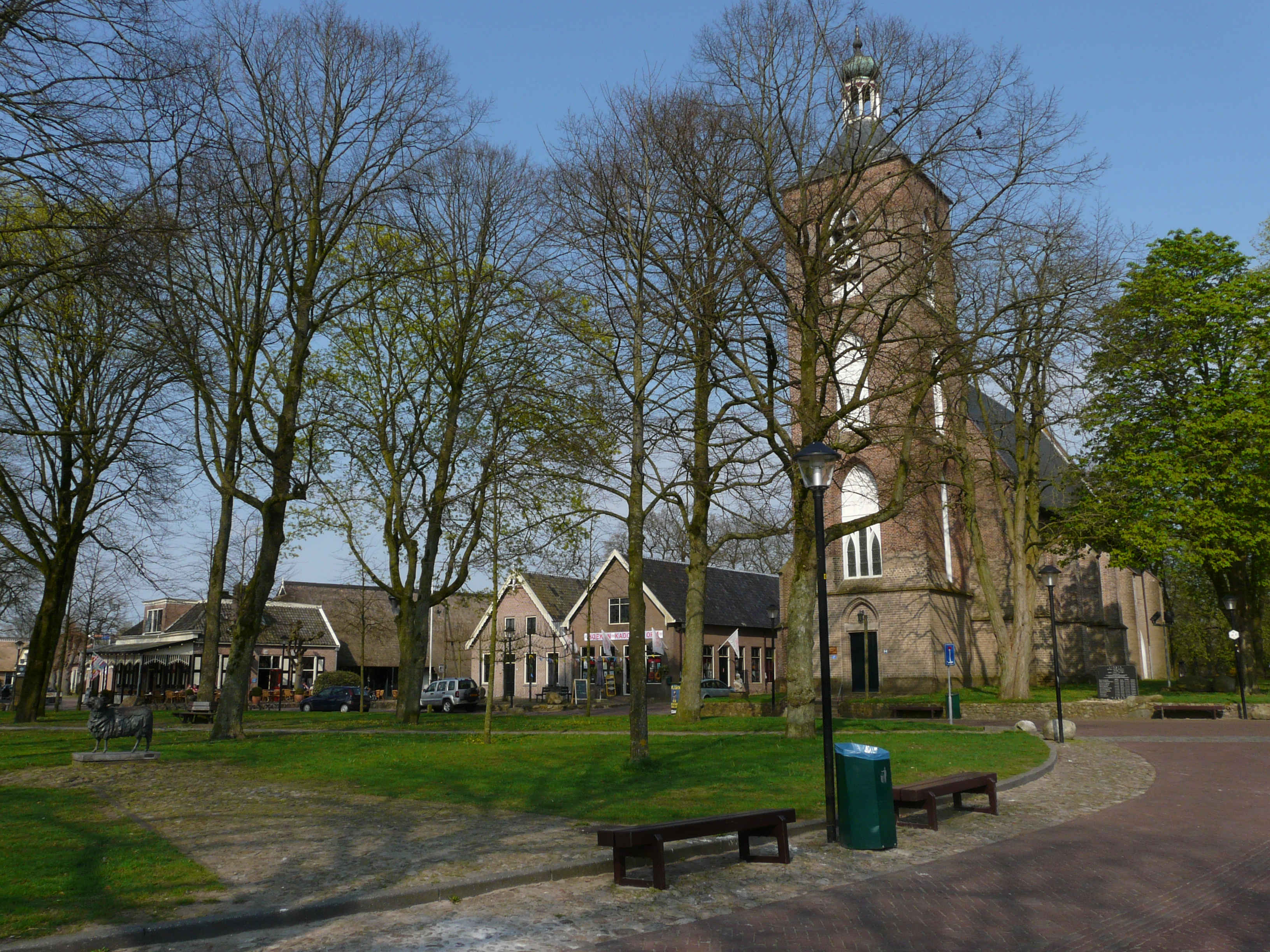
Dorfmitte mit Kirche in Ruinen

Ruinen ist ein Dorf der Provinz Drenthe in den Niederlanden, rund zehn Kilometer nordwestlich von Hoogeveen. Das Dorf war von 1811 bis 1998 eigenständig, bevor es in die Gemeinde De Wolden eingemeindet wurde. Bis 1810 war es Hauptort einer Hohen Herrlichkeit.

## Politik

### Sitzverteilung im Gemeinderat
Bis zur Auflösung der Gemeinde ergab sich seit 1982 folgende Sitzverteilung:
| Partei           | Sitze | Sitze | Sitze | Sitze |
| Partei           | 1982  | 1986  | 1990  | 1994  |
| ---------------- | ----- | ----- | ----- | ----- |
| VVD              | 5     | 4     | 4     | 3     |
| PvdA             | 4     | 5     | 3     | 3     |
| Algemeen Belang  | —     | —     | 2     | 3     |
| CDA              | 3     | 3     | 3     | 2     |
| Gemeentebelangen | 1     | 1     | 1     | 2     |
| Gesamt           | 13    | 13    | 13    | 13    |